# Перунике
Перунике (лат. Iris) су познати род скривеносеменица који обухвата између 200 и 300 врста биљака. Све су вишегодишње биљке са подземним стаблом у виду ризома или луковице. Цветови су занимљивог облика, а латинско име рода потиче од грчке речи за дугу — тиме се покушала дочарати сва разноликост боја цветова овог рода. 

## Систематика
Постоји 6 подродова перуника, од којих је 5 распрострањено само на копну Старог Света, док је распрострањење подрода Limniris холарктичко. 
Iris subgenus Iris
- Iris subgenus Iris sect. Iris
  - Iris albertii Regel
  - Iris albicans Lange
  - Iris aphylla L.
  - Iris attica (Boiss. & Heldr.) Hayek
  - Iris cypriana Foster & Baker
  - Iris germanica L.
  - Iris imbricata Lindl.
  - Iris lutescens Lam.
  - Iris marsica I.Ricci & Colas.
  - Iris mesopotamica
  - Iris orjenii Bräuchler & Cikovac
  - Iris pallida Lam.
  - Iris pumila L.
  - Iris reichenbachii Heuff.
    - Iris reicenbachii var. bosniaca, G. Beck (босанска перуника)

  - Iris sambucina L.
  - Iris scariosa Willd. ex Link
  - Iris schachtii Markgr.
  - Iris suaveolens Boiss. & Reut.
  - Iris subbiflora Brot.
  - Iris taochia Woronow ex Grossh.
  - Iris variegata L.
- Iris subgenus Iris sect. Oncocyclus
  - Iris acutiloba C.A.Mey.
  - Iris assadiana Chaudhary, Kirkw. & C. Weymolauth
  - Iris atrofusca Bak.
  - Iris atropurpurea Bak.
  - Iris barnumae Bak. & Fost.
  - Iris bismarckiana Reg.
  - Iris camillae Grossh.
  - Iris gatesii Foster
  - Iris haynei (Bak.) Mallet.
  - Iris iberica Hoffm.
  - Iris loretii Barbey.
  - Iris mariae Barbey.
  - Iris meda Stapf
  - Iris paradoxa Steven
  - Iris petrana Dinsm.
  - Iris sari Schott ex Bak.
  - Iris sofarana Fost.
  - Iris susiana L. – Mourning Iris
- Iris subgenus Iris sect. Psammiris
  - Iris bloudowii Ledeb.
  - Iris humilis Georgi
- Iris subgenus Iris sect. Hexapogon
  - Iris falcifolia Bunge
  - Iris longiscapa Ledeb.
- Iris subgenus Iris sect. Pseudoregelia
  - Iris goniocarpa Bak.
  - Iris hookeriana Fost.
  - Iris kamaonensis Wall.
  - Iris tigrida Bunge ex Ledeb.
- Iris subgenus Iris sect. Regelia
  - Iris hoogiana Dykes
  - Iris korolkowii Regel
  - Iris stolonifera Maxim.

Iris subgenus Limniris
- Iris subgenus Limniris sect. Limniris
  - Iris bracteata S.Wats.
  - Iris brevicaulis Raf.
  - Iris bulleyana Dykes
  - Iris caespitosa Pall. & Link
  - Iris chrysographes Dykes
  - Iris chrysophylla T.J.Howell
  - Iris clarkei Bak.
  - Iris crocea Jacquem. ex R.C.Foster
  - Iris delavayi Micheli
  - Iris douglasiana Herbert
  - Iris ensata Thunb.
  - Iris fernaldii R.C.Foster
  - Iris foetidissima L.
  - Iris forrestii Dykes
  - Iris fulva Ker-Gawl.
  - Iris giganticaerulea Small
  - Iris graminea L.
  - Iris grant-duffii Bak.
  - Iris hartwegii Baker
  - Iris hexagona Walt.
  - Iris innominata Henderson
  - Iris kerneriana Asch. & Sint.
  - Iris koreana Nakai
  - Iris lactea Pall.
  - Iris laevigata Fisch.
  - Iris lazica Albov
  - Iris loczyi Kanitz
  - Iris longipetala Herb.
  - Iris lorea Jank.
  - Iris macrosiphon Torr.
  - Iris missouriensis Nutt.
  - Iris monnieri DC.
  - Iris munzii R.C. Foster
  - Iris nelsonii Randolph
  - Iris orientalis Mill.
  - Iris pontica Zapal.
  - Iris prismatica Pursh ex Ker-Gawl.
  - Iris pseudacorus L. - барска перуника
  - Iris purdyi Eastw.
  - Iris ruthenica Ker-Gawl.
  - Iris sanguinea Hornem. ex Donn
  - Iris setosa Pallas ex Link
  - Iris sibirica L.
  - Iris sintenisii Janka
  - Iris spuria L.
  - Iris tenax Dougl. ex Lindl.
  - Iris tenuifolia Pall.
  - Iris tenuissima Dykes
  - Iris tridentata Pursh
  - Iris unguicularis Poir.
  - Iris verna L.
  - Iris versicolor L.
  - Iris virginica L.
  - Iris wilsonii C.H.Wright
- Iris subgenus Limniris sect. Lophiris
  - Iris confusa Sealy
  - Iris cristata Ait.
  - Iris gracilipes A.Gray
  - Iris japonica Thunb.
  - Iris lacustris Nutt.
  - Iris milesii Foster
  - Iris tectorum Maxim.
  - Iris tenuis S.Wats.
  - Iris wattii Baker ex Hook.f.

Iris subgenus Xiphium (syn. genus Xiphion)
- Iris subgenus Xiphium sect. Xiphium
  - Iris boissieri Henriq
  - Iris filifolia Boiss.
  - Iris juncea Poir.
  - Iris latifolia Mill.
  - Iris serotina Willk. in Willk. & Lange
  - Iris tingitana Boiss. & Reut.
  - Iris xiphium L.

Iris subgenus Nepalensis (syn. genus Junopsis)
- Iris subgenus Nepalensis sect. Nepalensis
  - Iris collettii Hook.
  - [Iris decora Wall.

Iris subgenus Scorpiris (syn. genus Juno)
- Iris subgenus Scorpiris sect. Scorpiris
  - Iris albomarginata R.C.Foster
  - Iris aucheri (Baker) Sealy
  - Iris bucharica Foster
  - Iris caucasica Hoffm.
  - Iris cycloglossa Wendelbo
  - Iris fosteriana Aitch. & Baker
  - Iris graeberiana Tubergen ex Sealy
  - Iris magnifica Vved.
  - Iris palaestina (Bak.) Boiss.
  - Iris persica L.
  - Iris planifolia (Mill.) Fiori & Paol.
  - Iris pseudocaucasica Grossh.
  - Iris regis-uzziae Feinbrun
  - Iris rosenbachiana Reg.
  - Iris vicaria Vved.

Iris subgenus Hermodactyloides (syn. genus Iridodictyum)
- Iris subgenus Hermodactyloides sect. Hermodactyloides
  - Iris bakeriana Foster
  - Iris danfordiae (Baker) Boiss.
  - Iris histrio Rchb.f.
  - Iris histrioides (G.F.Wilson) S.Arn.
  - Iris reticulata Bieb.
  - Iris vartanii Fost.
  - Iris winogradowii Fomin